# Zoltán Harsányi
Zoltán Harsányi [ˈzoltaːn ˈhɒrʃaːɲi] (* 1. Juni 1987 in Senec) ist ein slowakischer Fußballspieler, der der dortigen ungarischen Minderheit angehört. Seit Winter 2016 spielt er für Nyíregyháza Spartacus FC.

## Karriere
Harsányi begann seine Karriere beim FC Senec in seiner slowakischen Heimat. Nach einem Tor in elf Spielen wurde der Stürmer im Januar 2007 an die Bolton Wanderers verliehen, die ihn Sommer 2007 verpflichteten. Im Sommer 2010 kehrte er für kurze Zeit zu Dunajská Streda in seine Heimat zurück. Anfang 2011 spielte er für ein halbes Jahr bei Paykan Qazvin Football Club im Iran, um im Juli 2011 wieder zu Dunajská Streda zurückzukehren.

### Nationalmannschaft
International spielte Harsányi für die U-18-, U-20- und U-21-Auswahl der Slowakei. 